# کاراگایکول
کاراگایکول (انگلیسی: Karagaykul) یک شهرک در شهرستان بلاگووشچنسکی باشقیرستان کشور روسیه است.